# Swansea City Association Football Club 2024-2025
Questa voce raccoglie le informazioni riguardanti lo Swansea City Association Football Club nelle competizioni ufficiali della stagione 2024-2025.

## Maglie e sponsor
| Casa |

Sponsor ufficiale: Reviva
Fornitore tecnico: Joma

## Rosa
Rosa, numerazione e ruoli aggiornati al 23 agosto 2024.
| N. |                          | Ruolo | Calciatore             |
| -- | ------------------------ | ----- | ---------------------- |
| 1  | Inghilterra (bandiera)   | P     | Andy Fisher            |
| 2  | Inghilterra (bandiera)   | D     | Josh Key               |
| 3  | Danimarca (bandiera)     | D     | Kristian Pedersen      |
| 4  | Scozia (bandiera)        | C     | Jay Fulton             |
| 5  | Galles (bandiera)        | D     | Ben Cabango            |
| 6  | Inghilterra (bandiera)   | C     | Harry Darling          |
| 7  | Galles (bandiera)        | C     | Joe Allen              |
| 8  | Inghilterra (bandiera)   | C     | Matt Grimes (capitano) |
| 9  | Slovenia (bandiera)      | A     | Žan Vipotnik           |
| 10 | Corea del Sud (bandiera) | A     | Eom Ji-sung            |
| 11 | Inghilterra (bandiera)   | C     | Josh Ginnelly          |
| 14 | Inghilterra (bandiera)   | D     | Josh Tymon             |
| 17 | Portogallo (bandiera)    | C     | Gonçalo Franco         |
| 19 | Francia (bandiera)       | C     | Florian Bianchini      |

| N. |                        | Ruolo | Calciatore         |
| -- | ---------------------- | ----- | ------------------ |
| 20 | Galles (bandiera)      | A     | Liam Cullen        |
| 21 | Paesi Bassi (bandiera) | D     | Nathan Tjoe-A-On   |
| 22 | Cile (bandiera)        | P     | Lawrence Vigouroux |
| 23 | Irlanda (bandiera)     | D     | Cyrus Christie     |
| 25 | Giamaica (bandiera)    | C     | Myles Peart-Harris |
| 26 | Inghilterra (bandiera) | D     | Kyle Naughton      |
| 29 | Inghilterra (bandiera) | P     | Nathan Broome      |
| 31 | Galles (bandiera)      | C     | Oliver Cooper      |
| 32 | Inghilterra (bandiera) | D     | Nelson Abbey       |
| 33 | Scozia (bandiera)      | P     | Jon McLaughlin     |
| 35 | Brasile (bandiera)     | A     | Ronald             |
| 41 | Galles (bandiera)      | D     | Sam Parker         |
| 47 | Scozia (bandiera)      | C     | Azeem Abdulai      |